# Camponotus virulens
Camponotus virulens är en myrart som beskrevs av Santschi 1861. Camponotus virulens ingår i släktet hästmyror, och familjen myror. Inga underarter finns listade.